# Tony Randall
Tony Randall, artiestennaam van Arthur Leonard Rosenberg (Tulsa (Oklahoma), 26 februari 1920 - New York, 17 mei 2004) was een Amerikaans acteur.
Randall speelde in een vijftigtal films en televisieprogramma's met als bekendste onder andere Pillow Talk (1959) en Our Man in Marrakesh (1966). Zeer bekend waren de komische reeksen The Odd Couple (1970) en The Tony Randall Show (1976).
Hij kreeg in 1998 een Ster op de Hollywood Walk of Fame voor zijn bijdragen in de televisiewereld, en won een Emmy Award in 1975 voor zijn rol in The Odd Couple.
Tony Randall overleed na een slepende ziekte op 17 mei 2004 te New York.

## Filmografie
- Biblioteca Nacional de España: XX1539953
- Bibliothèque nationale de France: cb13966529x (data)
- Gemeinsame Normdatei: 118970682
- International Standard Name Identifier: 0000 0003 6858 4359
- Library of Congress Control Number: n85129749
- Nationale Bibliotheek van Letland: 000099657
- MusicBrainz: 43ed812f-bb06-499b-810d-e95b64a8e943
- Nationale Bibliotheek van Tsjechië: xx0168846
- Nationale Bibliotheek van Israël: 987007423889405171
- Nationale Bibliotheek van Polen: a0000002974838
- Nederlandse Thesaurus van Auteursnamen: 336286201
- Istituto Centrale per il Catalogo Unico: DDSV094140
- SNAC: w6tb2sv6
- Système universitaire de documentation: 081977034
- Virtual International Authority File: 79405783
- WorldCat: E39PBJh8Q3kM7BqqVqR3vHkMT3